# Valvtjärnen, Hälsingland
Valvtjärnen är en sjö i Härjedalens kommun i Hälsingland och ingår i Ljusnans huvudavrinningsområde.